# Bobbie Hagelin
Bobbie Wayne Hagelin (født 1. februar 1984) er en svensk ishockeyspiller der fra sæsonen 2007-08 spiller for Rødovre Mighty Bulls i Superisligaen. Hans foretrukne position på isen er venstre wing.
Han kom til Rødovre efter tre sæsoner i norsk ishockey hvor han spillede for Stjernen Hockey. I en kamp mod SønderjyskE fik Hagelin en slem knætackling i kampens døende minutter af Ryan Gaucher, og den derved opståede skade formodes at kunne holde Hagelin ude for resten af sæsonen. Gaucher fik efterfølgende én spilledags karantæne for tacklingen.